# Isaaq
Pour les articles homonymes, voir Isaac (homonymie).
Les Isaaq (ou Isaq, Ishaak, Isaac ; somali : Reer Sheekh Isxaaq, arabe : بني إسحاق (Banī Isḥāq)) sont un clan somalien. Ils font partie des principaux clans dans la Corne de l'Afrique et leur territoire traditionnel est vaste et densément peuplé.
Le fondateur de la lignée est Ishaaq bin Ahmed.

## Histoire

### Origines

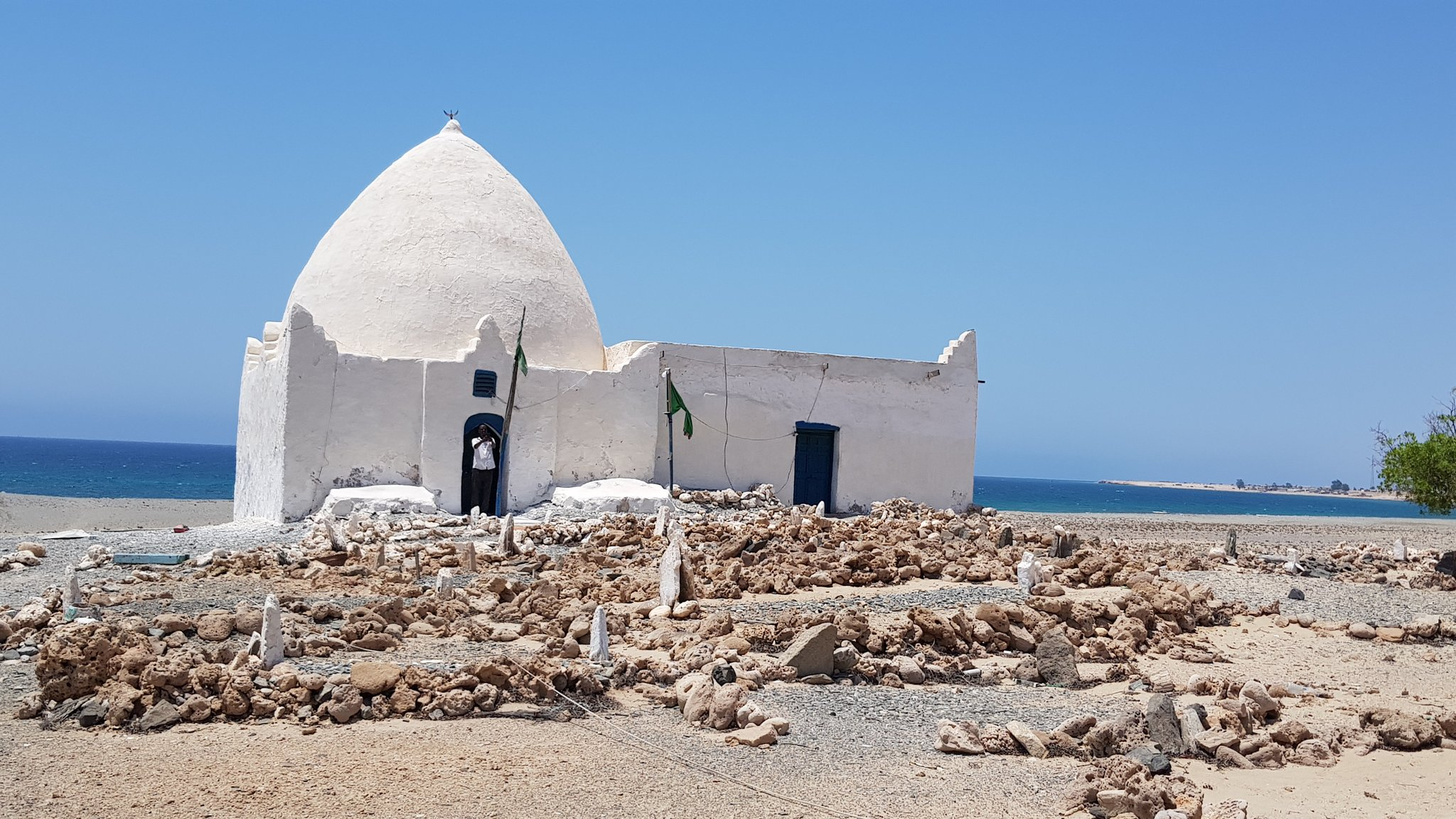
Tombeau d'Ishaaq bin Ahmed à Maydh, au Sanaag.

D'après les livres de généalogie et les traditions somaliennes, le clan Isaaq est fondé au XIIe siècle ou au XIIIe siècle quand Ishaaq bin Ahmed (Sheikh Ishaaq) migre depuis la péninsule arabe,. Il se serait établi dans la ville côtière de Maydh, au nord-est de l'actuel Somaliland, où il aurait épousé une femme du clan local des Magaadle.
Sa tombe, qui se trouve à Maydh, est un lieu de pèlerinage.

### Guerre Adalo-Ethiopienne
Les Habr Magaadle des Isaaq sont mentionnés dans le célèbre livre "Futuh Al-Habash" où est décrit leur contribution dans le conflit entre le Sultanat d'Adal et l’Éthiopie

### 1987 - 1989: génocide pendant la Révolution somalienne
Le génocide des Isaaq (somali : Xasuuqii beesha Isaaq, arabe : الإبادة الجماعية لقبيلة إسحاق,) ou holocauste de Hargeisa est le massacre systématique  de civils Isaaq entre 1987 et 1989 par la République démocratique somalie et avec sa complicité sous la dictature de Mohamed Siad Barre au cours de la Révolution somalienne,. Ce massacre a causé la mort, selon plusieurs sources, de 50 000 à 100 000 civils,, ou, selon les analyses locales, jusqu'à 200 000 civils Isaaq.

## Territoire
Les Isaaq vivent sur un territoire très étendu et densément peuplé. Ils sont présents dans les six régions du Somaliland : Awdal, Woqooyi Galbeed, Togdheer, Saaxil . Ils possèdent d'importantes communautés dans le Somali d'Éthiopie, ainsi qu'au Kenya .
Les Isaaq forment le plus clan le plus nombreux au Somaliland. Dans cinq villes importantes — Hargeisa, Burao, Berbera, Erigavo et Gabiley — ils composent la majorité de la population.